# Praia de Santa Catarina
A Praia de Santa Catarina é uma praia do Arquipélago de São Tomé e Príncipe, localiza-se a Oeste da ilha de São Tomé entre a Praia do Fogo e a foz do Rio Lembá.